# José Antonio Eguren
Pour les articles homonymes, voir Eguren.
José Antonio Eguren Anselmi, né à Lima (Pérou) le 14 juin 1956, est un ecclésiastique péruvien, archevêque de Piura de 2006 à 2024.
À la suite des scandales d'abus sexuels et d'autres graves accusations liés à l'association ultraconservatrice Sodalitium Christianae Vitae dont il est un membre influent, il est poussé à la démission de sa charge en avril 2024 puis exclu de la Sodalitium par le pape François.

## Biographie
Fils d'Alejandro Eguren Bresani et de son épouse Blanca Anselmi, José Antonio Eguren poursuit ses études au collège Inmaculado Corazón et au collège Santa María des marianistes de Lima. Il entre ensuite à l'université pontificale catholique du Pérou, suivre des études de lettres. C'est à cette époque qu'il est accepté au Sodalitium Christianae Vitae, association de fidèles laïcs pour l'évangélisation, et qu'il fait partie de la génération fondatrice de cette association de droit pontifical, d'orientation ultraconservatrice et proche de l’extrême droite péruvienne.
Par la suite, il suit des études de philosophie et de théologie à la faculté de théologie pontificale de Lima. En 1982, il est résident au séminaire majeur bolivarien de Medellín (Colombie), et il se spécialise en spiritualité et en liturgie à l'Institut théologique pastoral du CELAM (Conseil épiscopal latino-américain). Le 9 juillet 1981, José Antonio Eguren prononce son engagement perpétuel de pleine disponibilité apostolique au SVC. Le 12 décembre 1981, il est ordonné prêtre par le cardinal Landázuri O.F.M., archevêque de Lima. Il est incardiné à Lima jusqu'en février 2001, date à laquelle le pape Jean-Paul II concède au SVC la faculté d'incardiner ses propres prêtres.
Après son ordination, José Antonio Eguren effectue divers travaux d'animation apostolique et spirituelle au SVC. De 1985 à 1989, il est secrétaire de la commission de la liturgie de la Conférence épiscopale péruvienne. De décembre 1991 à février 2002, il est curé de la paroisse Notre-Dame-de-la-Réconciliation de Lima. En novembre 2000, il est nommé vicaire épiscopal, responsable des mouvements apostoliques de l'archidiocèse et membre du collège des consulteurs de l'archidiocèse de Lima.
Le pape Jean-Paul II le nomme évêque titulaire (in partibus) de Castellum Ripae (de) (Pérouse) pour être évêque auxiliaire de Lima. Le 7 avril 2002, il est sacré évêque des mains du cardinal Cipriani, archevêque de Lima, en la cathédrale de Lima. il est chargé du vicariat III, et entre autres des mouvements ecclésiaux et du bureau de la pastorale.
Le pape Benoit XVI le nomme archevêque Piura (départements de Piura et de Tumbes) le 11 juillet 2006. Accusé par la presse d'être impliqué dans des activités criminelles présumées concernant un trafic de terres de la région côtière de Piura et se voyant reprocher le système d'abus physiques, psychologiques et sexuels mis en œuvre au sein de la Sodalicio, il est poussé, à la suite d'une enquête canonique diligentée par le Vatican, à la démission anticipée de sa fonction d'archevêque le 2 avril 2024 à l'âge de 67 ans.
En outre, consécutivement à son implication dans les scandales liés à la Sodalicio, il en est expulsé par le pape François avec dix autres cadres de l'association, en raison « scandale produit par le nombre et la gravité des abus dénoncés par les victimes » comprenant des « abus physiques incluant du sadisme et de la violence», « abus de conscience », « abus d’autorité », « dissimulation de crimes commis au sein de l’institution », « abus dans l’administration des biens ecclésiastiques »...